# 吹替洋画劇場
『吹替洋画劇場』（ふきかえようがげきじょう）とは、ソニー・ピクチャーズによるビデオソフトシリーズ。

## 商品内容
コロンビア ピクチャーズの作品で、セルVHSやBlu-ray、DVD、また各テレビ局の映画番組で使用された日本語吹き替えを収録して販売されていたシリーズ。同趣旨のブランドとしてユニバーサル・ピクチャーズの『思い出の復刻版』、20世紀FOXの『吹替の帝王』、ワーナー・ブラザースの『吹替の力』などが存在する。
本シリーズでは「1枚の本編ディスクに複数の吹き替えを収録する」のではなく、テレビ放送用吹き替え版のみ特典ディスクに収録し、既存のパッケージに収録された物と同様の通常本編ディスクとの2枚組で販売されている。そのため、特典ディスクのテレビ放送版では吹替が制作されていないシーンや、現在では吹き替えの音声が消失してしまったため吹き替えが存在しないシーンはテレビ放送時と同等の時間尺に削って収録している。シネマスコープサイズの作品は画面の左右をカットしたビスタサイズとなっており、CM前の画面の暗転など、テレビ放送時を意識した編集も多い。『バイオハザード』シリーズ以降は、テレビ版吹き替えに出演した声優へのインタビュー映像が収録されており、『ゴーストバスターズ』シリーズも本シリーズでの発売に伴い、同様の特典が追加されている。
なお、本シリーズ以外の商品ではあるが、同じコロンビア映画の『ゴーストバスターズ 30周年記念BOX』、『ドランクモンキー 酔拳 / スネーキーモンキー 蛇拳 制作35周年記念HDデジタルリマスター版 Blu-rayBOX』、『タクシードライバー 40周年アニバーサリー・エディション』も同様の形態で発売されている。

## ラインナップ
| 作品名                                                           | 発売日         | 収録吹替                                                        | 収録吹替                                                    | 備考 |
| 作品名                                                           | 発売日         | 本編ディスク                                                    | 特典ディスク                                                | 備考 |
| ---------------------------------------------------------------- | -------------- | --------------------------------------------------------------- | ----------------------------------------------------------- | ---- |
| スタンド・バイ・ミー                                             | 2014年12月24日 | Blu-ray版                                                       | フジテレビ版 VHS・DVD版                                     |      |
| クレイマー、クレイマー                                           | 2014年12月24日 | Blu-ray版                                                       | 日本テレビ版                                                |      |
| ベスト・キッド 30周年記念アニバーサリー コンプリートエディション | 2014年12月24日 | 1作目：ソフト版 2作目：ソフト版 3作目：ソフト版 4作目：ソフト版 | 1作目：テレビ朝日版 2作目：フジテレビ版 3作目：フジテレビ版 |      |
| 戦場にかける橋                                                   | 2015年1月28日  | ソフト版                                                        | フジテレビ版                                                |      |
| トッツィー                                                       | 2015年1月28日  | ソフト版                                                        | フジテレビ版                                                |      |
| 博士の異常な愛情                                                 | 2015年1月28日  | ソフト版                                                        | テレビ朝日版                                                |      |
| ラスト・アクション・ヒーロー                                     | 2015年1月28日  | ソフト版                                                        | フジテレビ版 テレビ朝日版                                   |      |
| メン・イン・ブラック メン・イン・ブラック2                       | 2015年9月2日   | 1作目：ソフト版 2作目：ソフト版                                 | 1作目：日本テレビ版 2作目：テレビ朝日版                     |      |
| ジュマンジ                                                       | 2015年10月7日  | Blu-ray版                                                       | フジテレビ版                                                |      |
| バイオハザード                                                   | 2015年10月7日  | ソフト版                                                        | フジテレビ版                                                |      |
| バイオハザードII アポカリプス                                    | 2015年10月7日  | ソフト版                                                        | フジテレビ版                                                |      |
| バイオハザードIII                                                | 2015年10月7日  | ソフト版                                                        | テレビ朝日版                                                |      |
| バイオハザードIV アフターライフ                                  | 2015年12月2日  | ソフト版                                                        | テレビ朝日版                                                |      |
| バイオハザードV リトリビューション                               | 2015年12月2日  | ソフト版                                                        | テレビ朝日版                                                |      |
| レナードの朝                                                     | 2015年12月2日  | ソフト版                                                        | 日本テレビ版                                                |      |
| ザ・シークレット・サービス                                       | 2015年12月2日  | ソフト版                                                        | テレビ朝日版                                                |      |
| ゴーストバスターズ                                               | 2015年12月18日 | ソフト版                                                        | フジテレビ版 テレビ朝日版                                   |      |
| ゴーストバスターズ2                                              | 2015年12月18日 | ソフト版                                                        | フジテレビ版 テレビ朝日版                                   |      |